# Karlshamns Kastell
Karlshamns Kastell (szw. Karlshamns Kastell) – zespół fortyfikacji położony na wyspie Frisholmen przy wejściu do portu w Karlshamn w południowej Szwecji.

## Historia
Fort został zbudowany w 1675 roku dla ochrony portu przed siłami duńskimi. W 1676 roku Duńczycy zdobyli fortyfikacje, ale już rok później zostały one odbite przez wojska szwedzkie. Duńczycy zdobyli fort ponownie w 1710, ale rok później został on wykupiony przez Szwedów; garnizon stacjonował w forcie do roku 1864. Aktualnie ruiny są udostępnione dla odwiedzających wyspę Frisholmen. 